# Celebrity (Fernsehserie)
Celebrity (koreanischer Originaltitel: 셀러브리티) ist eine südkoreanische Dramaserie, die von Studio Dragon, HOW Pictures und Kim Jong-hak Production für Netflix umgesetzt wurde. Die Serie wurde am 30. Juni 2023 weltweit auf Netflix veröffentlicht.

## Handlung
Seo A-ri avanciert zum nächsten großen Star in der glamourösen und skandalumwitterten Welt der Influencer in Seoul. Doch hinter dem Schein des perfekten Lebens lauert eine von Ruhm, Geld und Macht getriebene Welt, in der schmutzige, mitunter tödliche Geheimnisse im Verborgenen liegen.

## Besetzung und Synchronisation
Die deutschsprachige Synchronisation entstand nach den Dialogbüchern von Johanna Magdalena Schmidt und Nicolai Tegeler sowie unter der Dialogregie von Ralph Brauchle und Nicolai Tegeler durch die Synchronfirma RRP Media in Berlin.
| Rolle                                      | Schauspieler   | Synchronsprecher      |
| ------------------------------------------ | -------------- | --------------------- |
| Seo A-ri                                   | Park Gyu-young | Jenny Maria Meyer     |
| Han Jun-kyung                              | Kang Min-hyuk  | Amadeus Strobl        |
| Yoon Si-hyeon                              | Lee Chung-ah   | Janina Isabell Batoly |
| Jin Tae-jeon                               | Lee Dong-gun   | Benjamin Stöwe        |
| Oh Min-hye                                 | Jun Hyo-seong  | Sarah Alles           |
| Jin Chae-hee                               | Han Jae-in     | Christina Wöllner     |
| Angela                                     | Han Eu-ddeum   | Lisa Mattiuzzo        |
| Yoon Jeong-sun                             | Park Ye-ni     | Lisa Braun            |
| Lee Hyeon-ok                               | Nam Gi-ae      | Franziska Endres      |
| Biniimom                                   | Jin So-yeon    | Linda Stelzner        |
| Ji-na                                      | Kim Si-hyun    | Clara Drews           |
| Wang Ro-la                                 | Han Da-gam     | Stefanie Masnik       |
| Ju Seung-hyeok                             | Moon Tae-yu    | Daniel Kröhnert       |
| Kwon Myeong-ho                             | Jung Wook-jin  | Rafael Albert         |
| Han Yu-rang                                | Jung Yoo-min   | Jennifer Bischof      |
| Jang Hyeon-su                              | Seo Hyun-woo   | Mario Klischies       |
| Mrs. Ji                                    | Yang Hye-jin   | Andrea Solter         |
| Song Yeon-woo                              | Seol In-ah     | Meryem Basar          |
| Hwang Yong-tae                             | Choi Young-woo | Nils Nelleßen         |
| Seo Du-seong                               | Lee Jung-jun   | Jonas Frenz           |
| Hwang Yu-ri                                | Jeong Yu-mi    | Nina Niknafs          |
| Park Gyeong-bae                            | Uhm Hyo-sup    | Christian Senger      |
| Lee Eun-chae / Lee Seon-yeong / _bbbfamous | Kim No-jin     | Marie-Terese Katt     |

## Episodenliste
| Nr.                                                                       | Deutscher Titel                                    | Originaltitel                              |
| ------------------------------------------------------------------------- | -------------------------------------------------- | ------------------------------------------ |
| 1                                                                         | #werde_berühmt                                     | #유명해져라                                |
| 2                                                                         | #follower, gefolgte                                | #팔로잉, 팔로워                            |
| 3                                                                         | #likes                                             | #좋아요                                    |
| 4                                                                         | #vernetzen                                         | #소통해요                                  |
| 5                                                                         | #die_büchse_der_pandora #die_welt_in_der_sie_leben | #판도라의상자 #그들이사는세상              |
| 6                                                                         | #keinmitleid #das_leben_ist_unfair                 | #억울하니 #그럼_성공_하든가                |
| 7                                                                         | #so_ein_chaos #das_blatt_wenden                    | #넷망진창_아니 #인생_역전                  |
| 8                                                                         | #hierarchie #die_welt_in_der_wir_leben             | #인간의_등급 #우리가_사는_세계             |
| 9                                                                         | #die_wahrheit_siegt #raus_mit_der_sprache          | #그래서_진실은 #누구_잘못이죠              |
| 10                                                                        | #haltet_das_popcorn_parat                          | #팝콘각 #다_터져라                         |
| 11                                                                        | #aber_sie_ist_tot                                  | #하지만_분명히 #서아리는_죽었잖아          |
| 12                                                                        | #nirgendwo #doch_überall #wie_du_und_ich           | #어디에도_없고 #어디에나_있는 #나와_당신들 |
| Am 30. Juni 2023 wurden alle Folgen der Serie bei Netflix veröffentlicht. |                                                    |                                            |